# Horst Poenichen

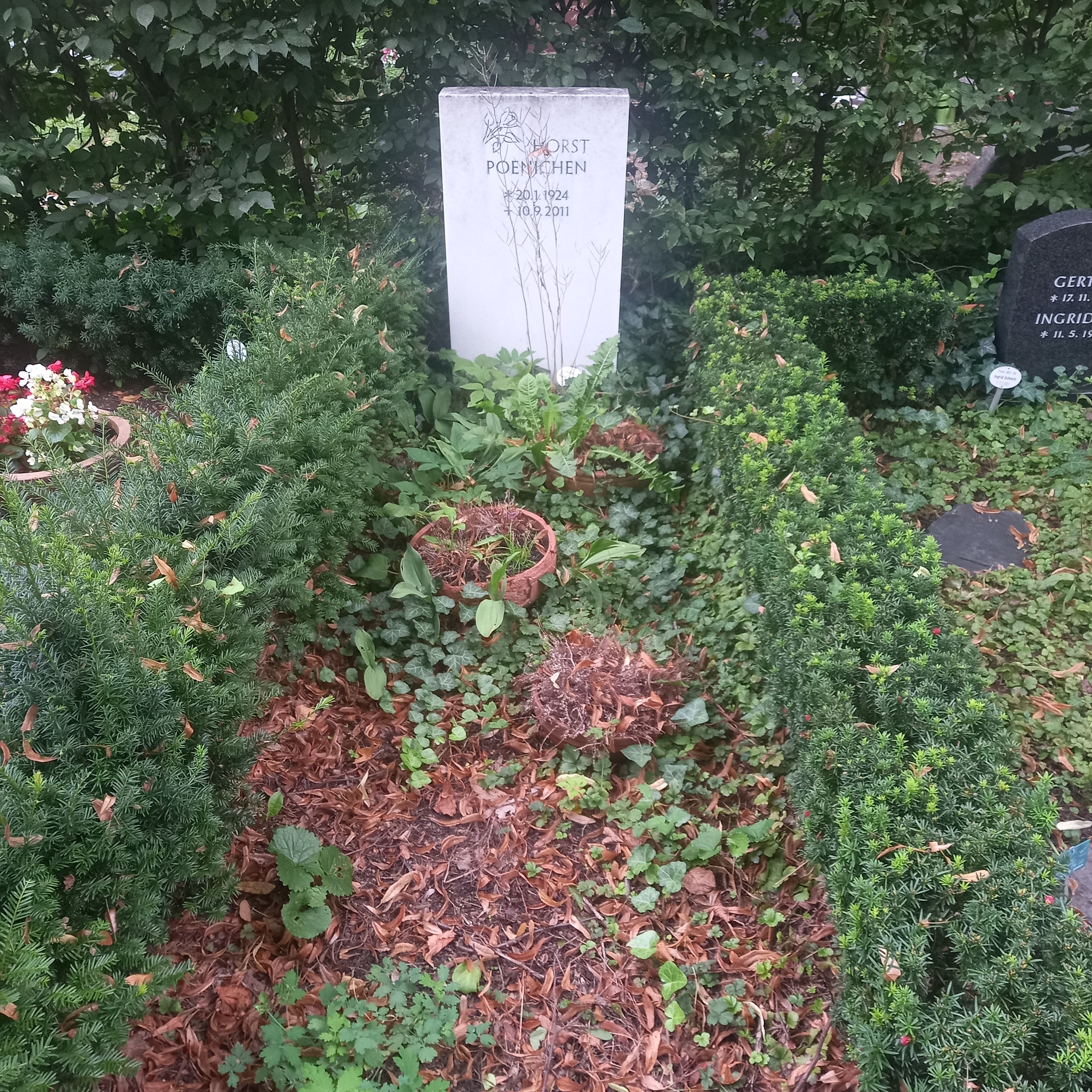
Das Grab von Horst Poenichen auf dem Alten Friedhof Wannsee in Berlin

Horst Poenichen (* 20. Januar 1924; † 10. September 2011) war ein deutscher Schauspieler.

## Leben
Horst Poenichen war der Vater des Schauspielers Felix Martin und mit der Phonetikprofessorin Ursula Gompf (1940–2013) verheiratet. Bühnenengagements führten ihn u. a. an die Freie Volksbühne Berlin, wo er in Stücken wie Die Nashörner oder Die Grotte (Jean Anouilh) auftrat sowie an die Tribüne.
Sein Debüt gab er 1954 in der Märchenverfilmung König Drosselbart. Weitere Auftritte folgten im Film Der Revisor von 1967, 1970 in Löwe gesucht und 1972 in Viola und Sebastian.
Die Hauptrolle des Herrn Schleewein gestaltete er 1983 in der Familienserie Diese Drombuschs unter Regie von Claus Peter Witt und Michael Meyer. In der Serie Peter ist der Boss von 1973 verkörperte er die Rolle des Kunsthändlers Zimmermann und in einer Episode von Berliner Weiße mit Schuß mimte er den Egon. Horst Poenichen spielte des Weiteren in mehreren Produktionen von Dieter Hallervorden, wie Der Untermieter, Ein Vermögen unterm Teppich oder Der Schnüffler.
Seine Stimme konnte man u. a. in Hörspielen von Philips-Single (Der Teufel mit den drei goldenen Haaren) hören oder als Quikki-Werbe-Hase in den Werbespots für Nesquik.

## Filmografie
- 1954: König Drosselbart
- 1960: Die Gaunerkomödie (TV-Film)
- 1964: Prairie-Saloon (TV Movie)
- 1965: Es geschah in Berlin (Fernsehserie, Folge Willis ruhige Tour)
- 1967: Der Revisor
- 1967: Tragödie in einer Wohnwagenstadt
- 1967: Von null Uhr eins bis Mitternacht – Die kranke Miss Mabel
- 1970: Löwe gesucht
- 1970: Kudammgeschichten
- 1972: Viola und Sebastian
- 1973: Peter ist der Boss (Fernsehserie)
- 1975: Im Hause des Kommerzienrates
- 1977: Es muss nicht immer Kaviar sein (Fernsehserie, Folge Wenn die Eisbären flügge werden)
- 1978: Der Pfingstausflug
- 1980: Bühne frei für Kolowitz
- 1981: Stern ohne Himmel
- 1981: Onkel & Co.
- 1981: Das Haus im Park
- 1981: Ein Vermögen unterm Teppich
- 1982: Die Präsidentin
- 1983: Der Schnüffler
- 1983: Die Beine des Elefanten
- 1984: Wie im Leben. Sehr verschiedene Geschichten (Fernsehspiel)[2]
- 1985: Der Untermieter (Fernsehserie, Ep. Adieu, Herr Böck)
- 1986: Berliner Weiße mit Schuß (Fernsehserie, in 4 Episoden)
- 1987: Hals über Kopf (Fernsehserie)
- 1988: Liebling Kreuzberg (Serie), Ep. Der Besuch
- 1989: Siebenstein (TV-Serie), Folge Die Märchenmaschine
- 1990: Mutter Gräbert macht Theater
- 1994: Diese Drombuschs (Fernsehserie)
- 1996: Löwenzahn (Fernsehserie, Ep. Luft im Sonderangebot)
- 1997: Ein Mord für Quandt (Fernsehserie, Ep. Die Hellseherin)